# Mistrzostwa Świata w Piłce Nożnej 2022 (eliminacje strefy AFC)
Eliminacje do Mistrzostw Świata w Piłce Nożnej 2022 w strefie AFC, które odbędą się w Katarze są jednocześnie eliminacjami do Pucharu Azji 2023.

## Format
Strefa AFC ma zapewnione 4,5 miejsca na Mistrzostwach Świata (4 drużyny awansują do turnieju bezpośrednio, a piąta weźmie udział w barażu interkontynentalnym).
Kwalifikacje zostały podzielone na następujące rundy:
- Pierwsza runda - udział biorą drużyny z miejsc 35-46 w rankingu FIFA (pod uwagę bierze się jedynie drużyny ze strefy AFC).
- Druga runda - udział biorą drużyny z miejsc 1-34 oraz 6 zwycięzców pierwszej rundy. 40 drużyn zostanie podzielonych na 8 grup po 5 zespołów. Zwycięzcy grup oraz czterech najlepszych wicemistrzów awansują do trzeciej rundy.
- Trzecia runda - udział bierze 12 drużyn zakwalifikowanych w drugiej rundzie. Mistrz i wicemistrz każdej grupy awansują na Mistrzostwa Świata, a trzecie zespoły awansują do czwartej rundy.
- Czwarta runda - udział biorą 2 trzecie drużyny z grup trzeciej rundy. Zwycięzca dwumeczu awansuje do barażu interkontynentalnego.

## Rozstawienie
34 najwyżej sklasyfikowane reprezentacje w rankingu FIFA z kwietnia 2019 rozpoczną eliminacje od drugiej rundy. Pozostałych 12 reprezentacji rozpocznie walkę od pierwszej rundy.
| Miejsca 1-34 Zespoły zaczynają od drugiej rundy. | Miejsca 1-34 Zespoły zaczynają od drugiej rundy. | Miejsce 35-46 Zespoły zaczynają od pierwszej rundy.                                                                                         |
| --- | --- | --- |
| 1. Iran 2. Japonia 3. Korea Południowa 4. Australia 5. Katar 6. Zjednoczone Emiraty Arabskie 7. Arabia Saudyjska 8. Chiny 9. Irak 10. Syria 11. Uzbekistan 12. Liban 13. Oman 14. Kirgistan 15. Jordania 16. Wietnam 17. Palestyna | 1. Indie 2. Bahrajn 3. Tajlandia 4. Tadżykistan 5. Korea Północna 6. Filipiny 7. Chińskie Tajpej 8. Turkmenistan 9. Mjanma 10. Hongkong 11. Jemen 12. Afganistan 13. Malediwy 14. Kuwejt 15. Indonezja 16. Singapur 17. Nepal | 1. Malezja 2. Kambodża 3. Makau 4. Laos 5. Bhutan 6. Mongolia 7. Bangladesz 8. Guam 9. Brunei 10. Timor Wschodni 11. Pakistan 12. Sri Lanka |

## Terminarz
| Runda          | Faza           | Termin           |
| -------------- | -------------- | ---------------- |
| Pierwsza runda | Pierwsze mecze | 6-7 czerwca 2019 |
| Pierwsza runda | Rewanże        | 11 czerwca 2019  |

| Runda       | Nr kolejki | Termin                                       |
| ----------- | ---------- | -------------------------------------------- |
| Druga runda | 1.         | 5 września 2019                              |
| Druga runda | 2.         | 10 września 2019                             |
| Druga runda | 3.         | 10 października 2019                         |
| Druga runda | 4.         | 15 października 2019                         |
| Druga runda | 5.         | 14 listopada 2019                            |
| Druga runda | 6.         | 19 listopada 2019                            |
| Druga runda | 7.         | 25 marca, 28 maja i 3 czerwca 2021           |
| Druga runda | 8.         | 4 grudnia 2020, 30 marca, 7 i 9 czerwca 2021 |
| Druga runda | 9.         | 30 marca, 30 maja i 11 czerwca 2021          |
| Druga runda | 10.        | 13 i 15 czerwca 2021                         |

| Runda         | Nr kolejki | Termin               |
| ------------- | ---------- | -------------------- |
| Trzecia runda | 1.         | 2 września 2021      |
| Trzecia runda | 2.         | 7 września 2021      |
| Trzecia runda | 3.         | 7 października 2021  |
| Trzecia runda | 4.         | 12 października 2021 |
| Trzecia runda | 5.         | 11 listopada 2021    |
| Trzecia runda | 6.         | 16 listopada 2021    |
| Trzecia runda | 7.         | 27 stycznia 2022     |
| Trzecia runda | 8.         | 1 lutego 2022        |
| Trzecia runda | 9.         | 24 marca 2022        |
| Trzecia runda | 10.        | 29 marca 2022        |

| Runda         | Faza           | Termin         |
| ------------- | -------------- | -------------- |
| Czwarta runda | Pierwsze mecze | 7 czerwca 2022 |

## Pierwsza runda
W tej rundzie, 12 najniżej notowanych drużyn ze strefy AFC według rankingu FIFA z kwietnia 2019 zostanie rozlosowanych w 6 par, które zagrają ze sobą w systemie mecz i rewanż. Zwycięzcy dwumeczów uzyskają awans do drugiej rundy eliminacji.

### Losowanie
Losowanie par pierwszej rundy eliminacji odbyło się 17 kwietnia 2019 roku w Kuala Lumpur. Przed losowaniem AFC dokonało podziału drużyn na koszyk A i koszyk B zgodnie z miejscami w ostatnim rankingu FIFA. W każdej parze drużyna z koszyka A była gospodarzem pierwszego meczu.
| Koszyk A                                                                                          | Koszyk B |
| ------------------------------------------------------------------------------------------------- | --- |
| 1. Malezja (168) 2. Kambodża (173) 3. Makau (183) 4. Laos (184) 5. Bhutan (186) 6. Mongolia (187) | 1. Bangladesz (188) 2. Guam (193) 3. Brunei (194) 4. Timor Wschodni (195) 5. Pakistan (200) 6. Sri Lanka (202) |

Pogrubioną czcionką reprezentacje, które przeszły do drugiej rundy.

### Mecze
| 6 czerwca 2019 11:00 CET | Mongolia · Cedenbal 10' · Nyam-Osor 69' | 2:0(1:0)Raport | Brunei | MFF Football Centre, Ułan Bator Widzów: 1 685 Sędzia: Pranjal Banerjee |
|                          |                                         |                |        |                                                                        |

| 11 czerwca 2019 14:15 CET | Brunei · Ramlli 4', 34' | 2:1(2:0)Raport | Mongolia · 47' (k.) Cedenbal | Hassanal Bolkiah National Stadium, Bandar Seri Begawan Widzów: 17 210 Sędzia: Ahmad Yacoub Ibrahim |
|                           |                         |                |                              | |

- Mongolia wygrała w dwumeczu 3−2 i awansowała do drugiej rundy.

| 6 czerwca 2019 13:30 CET | Makau · Filipe Duarte 52' | 1:0(0:0)Raport | Sri Lanka | Zhuhai Sports Center Stadium, Zhuhai (Chiny) Widzów: 901 Sędzia: Kim Dae-yong |
|                          |                           |                |           |                                                                               |

| 11 czerwca 2019 12:00 CET | Sri Lanka | 3:0 (wo.)Raport | Makau | Sugathadasa Stadium, Kolombo Sędzia: Çarymyrat Kurbanow |
|                           |           |                 |       |                                                         |

- Sri Lanka wygrała w dwumeczu 3−1 i awansowała do drugiej rundy

| 6 czerwca 2019 13:30 CET | Laos | 0:1(0:0)Raport | Bangladesz · 71' Hasan | Nowy Stadion Narodowy Laosu, Wientian Widzów: 4 572 Sędzia: Ho Wai Sing |
|                          |      |                |                        |                                                                         |

| 11 czerwca 2019 15:00 CET | Bangladesz | 0:0(0:0)Raport | Laos | Stadion Narodowy Bangabandhu, Dhaka Widzów: 7 453 Sędzia: Timur Faizullin |
|                           |            |                |      |                                                                           |

- Bangladesz wygrał w dwumeczu 1−0 i awansował do drugiej rundy.

| 7 czerwca 2019 14:45 CET | Malezja · Corbing-Ong 12' · Shahrel Fikri 23' · Talaha 43' · Rasid 45+1', 59' · Nasir 78' · Rashid 89' | 7:1(4:0)Raport | Timor Wschodni · 52' João Pedro | Stadion Narodowy Bukit Jalil, Kuala Lumpur Widzów: 4 244 Sędzia: Sherzod Kasimov |
|                          | |                |                                 |                                                                                  |

| 11 czerwca 2019 14:45 CET | Timor Wschodni · Walter Gama 72' | 1:5(0:3)Raport | Malezja · 10', 17', 64' Shahrel Fikri · 37' Sumareh · 55' Rashid | Stadion Narodowy Bukit Jalil, Kuala Lumpur Widzów: 12 776 Sędzia: Yusuke Araki |
|                           |                                  |                |                                                                  |                                                                                |

- Malezja wygrała w dwumeczu 12−2 i awansowała do drugiej rundy.

| 6 czerwca 2019 13:30 CET | Kambodża · Chanthea 81' · Sokumpheak 84' | 2:0(0:0)Raport | Pakistan | Stadion Olimpijski w Phnom Penh, Phnom Penh Widzów: 33 706 Sędzia: Shaun Evans |
|                          |                                          |                |          |                                                                                |

| 11 czerwca 2019 18:00 CET | Pakistan · Bashir 18' (k.) | 1:2(1:0)Raport | Kambodża · 64' Sath · 89' Bunheing | Stadion Al-Ahli w Ad-Dausze, Doha (Katar) Widzów: 300 Sędzia: Hanna Hattab |
|                           |                            |                |                                    |                                                                            |

- Kambodża wygrała w dwumeczu 4−1 i awansowała do drugiej rundy.

| 6 czerwca 2019 14:00 CET | Bhutan · Dorji 35' | 1:0(1:0)Raport | Guam | Changlimithang, Thimphu Widzów: 8 000 Sędzia: Omar Al-Yaqoubi |
|                          |                    |                |      |                                                               |

| 11 czerwca 2019 07:15 CET | Guam · Lagutang 23' · Cunliffe 27', 82', 90+4' · Malcolm 51' | 5:0(2:0)Raport | Bhutan | Guam Football Association National Training Center, Dededo Widzów: 1 029 Sędzia: Yu Ming-hsun |
|                           |                                                              |                |        |                                                                                               |

- Guam wygrało w dwumeczu 5−1 i awansowało do drugiej rundy.

## Druga runda
W tej rundzie weźmie udział 6 zespołów z poprzedniej rundy oraz 34 najwyżej notowane zespoły strefy AFC według rankingu FIFA. Zostaną one podzielone na osiem grup. Każda z grup liczy pięć zespołów.
Zwycięzcy grup oraz cztery najlepsze zespoły z drugich miejsc awansują do kolejnej rundy.

### Losowanie
Losowanie grup odbyło się 17 kwietnia 2019.
| Koszyk 1 | Koszyk 2 | Koszyk 3 | Koszyk 4 | Koszyk 5 |
| --- | --- | --- | --- | --- |
| 1. Iran (20) 2. Japonia (28) 3. Korea Południowa (37) 4. Australia (43) 5. Katar (55) 6. Zjednoczone Emiraty Arabskie (67) 7. Arabia Saudyjska (69) 8. Chiny (73) | 1. Irak (77) 2. Uzbekistan (82) 3. Syria (85) 4. Oman (86) 5. Liban (86) 6. Kirgistan (95) 7. Wietnam (96) 8. Jordania (98) | 1. Palestyna (100) 2. Indie (101) 3. Bahrajn (110) 4. Tajlandia (116) 5. Tadżykistan (120) 6. Korea Północna (122) 7. Chińskie Tajpej (126) 8. Filipiny (126) | 1. Turkmenistan (135) 2. Mjanma (148) 3. Hongkong (141) 4. Jemen (144) 5. Afganistan (149) 6. Malediwy (151) 7. Kuwejt (156) 8. Malezja (159) | 1. Indonezja (160) 2. Singapur (162) 3. Nepal (165) 4. Kambodża (169) 5. Bangladesz (183) 6. Mongolia (187) 7. Guam (190) 8. Sri Lanka (201) |

Legenda:
- Msc. – miejsce,
- M – liczba rozegranych meczów,
- W – mecze wygrane,
- R – mecze zremisowane,
- P – mecze przegrane,
- Br+ – bramki zdobyte,
- Br- – bramki stracone,
- Pkt. – punkty (3 za zwycięstwo, 1 za remis, 0 za porażkę)

### Grupa A
| Lp. | Drużyna  | M | Mecze | Mecze | Mecze | Bramki | Bramki | Bramki | Pkt |
| Lp. | Drużyna  | M | W     | R     | P     | +      | −      | +/−    | Pkt |
| --- | -------- | - | ----- | ----- | ----- | ------ | ------ | ------ | --- |
| 1.  | Syria    | 8 | 7     | 0     | 1     | 22     | 7      | +15    | 21  |
| 2.  | Chiny    | 8 | 6     | 1     | 1     | 30     | 3      | +27    | 19  |
| 3.  | Filipiny | 8 | 3     | 2     | 3     | 12     | 11     | +1     | 11  |
| 4.  | Malediwy | 8 | 2     | 1     | 5     | 7      | 20     | −13    | 7   |
| 5.  | Guam     | 8 | 0     | 0     | 8     | 2      | 32     | −30    | 0   |

### Grupa B
| Lp. | Drużyna         | M | Mecze | Mecze | Mecze | Bramki | Bramki | Bramki | Pkt |
| Lp. | Drużyna         | M | W     | R     | P     | +      | −      | +/−    | Pkt |
| --- | --------------- | - | ----- | ----- | ----- | ------ | ------ | ------ | --- |
| 1.  | Australia       | 8 | 8     | 0     | 0     | 28     | 2      | +26    | 24  |
| 2.  | Kuwejt          | 8 | 4     | 2     | 2     | 19     | 7      | +12    | 14  |
| 3.  | Jordania        | 8 | 4     | 2     | 2     | 13     | 3      | +10    | 14  |
| 4.  | Nepal           | 8 | 2     | 0     | 6     | 4      | 22     | −18    | 6   |
| 5.  | Chińskie Tajpej | 8 | 0     | 0     | 8     | 4      | 34     | −30    | 0   |

### Grupa C
| Lp. | Drużyna  | M | Mecze | Mecze | Mecze | Bramki | Bramki | Bramki | Pkt |
| Lp. | Drużyna  | M | W     | R     | P     | +      | −      | +/−    | Pkt |
| --- | -------- | - | ----- | ----- | ----- | ------ | ------ | ------ | --- |
| 1.  | Iran     | 8 | 6     | 0     | 2     | 34     | 4      | +30    | 18  |
| 2.  | Irak     | 8 | 5     | 2     | 1     | 14     | 4      | +10    | 17  |
| 3.  | Bahrajn  | 8 | 4     | 3     | 1     | 15     | 4      | +11    | 15  |
| 4.  | Hongkong | 8 | 1     | 2     | 5     | 4      | 13     | −9     | 5   |
| 5.  | Kambodża | 8 | 0     | 1     | 7     | 2      | 44     | −42    | 1   |

### Grupa D
| Lp. | Drużyna          | M | Mecze | Mecze | Mecze | Bramki | Bramki | Bramki | Pkt |
| Lp. | Drużyna          | M | W     | R     | P     | +      | −      | +/−    | Pkt |
| --- | ---------------- | - | ----- | ----- | ----- | ------ | ------ | ------ | --- |
| 1.  | Arabia Saudyjska | 8 | 6     | 2     | 0     | 22     | 4      | +18    | 20  |
| 2.  | Uzbekistan       | 8 | 5     | 0     | 3     | 18     | 9      | +9     | 15  |
| 3.  | Palestyna        | 8 | 3     | 1     | 4     | 10     | 10     | 0      | 10  |
| 4.  | Singapur         | 8 | 2     | 1     | 5     | 7      | 22     | −15    | 7   |
| 5.  | Jemen            | 8 | 1     | 2     | 5     | 6      | 18     | −12    | 5   |

### Grupa E
Ponieważ eliminacje do MŚ 2022 strefy AFC są połączone z eliminacjami do Pucharu Azji 2023, reprezentacja Kataru, która jest gospodarzem MŚ nie może brać udziału w dalszej walce o Mistrzostwa.
| Lp. | Drużyna    | M | Mecze | Mecze | Mecze | Bramki | Bramki | Bramki | Pkt |
| Lp. | Drużyna    | M | W     | R     | P     | +      | −      | +/−    | Pkt |
| --- | ---------- | - | ----- | ----- | ----- | ------ | ------ | ------ | --- |
| 1.  | Katar      | 8 | 7     | 1     | 0     | 18     | 1      | +17    | 22  |
| 2.  | Oman       | 8 | 6     | 0     | 2     | 16     | 6      | +10    | 18  |
| 3.  | Indie      | 8 | 1     | 4     | 3     | 6      | 7      | −1     | 7   |
| 4.  | Afganistan | 8 | 1     | 3     | 4     | 5      | 15     | −10    | 6   |
| 5.  | Bangladesz | 8 | 0     | 2     | 6     | 3      | 19     | −16    | 2   |

### Grupa F
| Lp. | Drużyna     | M | Mecze | Mecze | Mecze | Bramki | Bramki | Bramki | Pkt |
| Lp. | Drużyna     | M | W     | R     | P     | +      | −      | +/−    | Pkt |
| --- | ----------- | - | ----- | ----- | ----- | ------ | ------ | ------ | --- |
| 1.  | Japonia     | 8 | 8     | 0     | 0     | 46     | 2      | +44    | 24  |
| 2.  | Tadżykistan | 8 | 4     | 1     | 3     | 14     | 12     | +2     | 13  |
| 3.  | Kirgistan   | 8 | 3     | 1     | 4     | 19     | 12     | +7     | 10  |
| 4.  | Mongolia    | 8 | 2     | 0     | 6     | 3      | 27     | −24    | 6   |
| 5.  | Mjanma      | 8 | 2     | 0     | 6     | 6      | 35     | −29    | 6   |

### Grupa G
| Lp. | Drużyna                      | M | Mecze | Mecze | Mecze | Bramki | Bramki | Bramki | Pkt |
| Lp. | Drużyna                      | M | W     | R     | P     | +      | −      | +/−    | Pkt |
| --- | ---------------------------- | - | ----- | ----- | ----- | ------ | ------ | ------ | --- |
| 1.  | Zjednoczone Emiraty Arabskie | 8 | 6     | 0     | 2     | 23     | 7      | +16    | 18  |
| 2.  | Wietnam                      | 8 | 5     | 2     | 1     | 13     | 5      | +8     | 17  |
| 3.  | Malezja                      | 8 | 4     | 0     | 4     | 10     | 12     | −2     | 12  |
| 4.  | Tajlandia                    | 8 | 2     | 3     | 3     | 9      | 9      | 0      | 9   |
| 5.  | Indonezja                    | 8 | 0     | 1     | 7     | 5      | 27     | −22    | 1   |

### Grupa H
16 maja 2021 AFC poinformało, że Korea Północna wycofała się z eliminacji z powodu obaw związanych z pandemią COVID-19, w wyniku czego wyniki meczów rozegranych przeciwko Korei Północnej zostały unieważnione a mecze nierozegrane odwołane.
| Lp. | Drużyna          | M | Mecze | Mecze | Mecze | Bramki | Bramki | Bramki | Pkt |
| Lp. | Drużyna          | M | W     | R     | P     | +      | −      | +/−    | Pkt |
| --- | ---------------- | - | ----- | ----- | ----- | ------ | ------ | ------ | --- |
| 1.  | Korea Południowa | 6 | 5     | 1     | 0     | 22     | 1      | +21    | 16  |
| 2.  | Liban            | 6 | 3     | 1     | 2     | 11     | 8      | +3     | 10  |
| 3.  | Turkmenistan     | 6 | 3     | 0     | 3     | 8      | 11     | −3     | 9   |
| 4.  | Sri Lanka        | 6 | 0     | 0     | 6     | 2      | 23     | −21    | 0   |

### Klasyfikacja drużyn z drugich miejsc
Po wycofaniu się Korei Północnej z eliminacji wyniki z drużynami sklasyfikowanymi na piątym miejscu nie liczą się do klasyfikacji.
Do sklasyfikowania drużyn z drugich miejsc przyjęto następujące kryteria:
1. Zdobyte punkty w drugiej rundzie
2. Różnica bramek
3. Bramki strzelone
4. Dodatkowy mecz na neutralnym terenie (tylko jeśli FIFA wyrazi zgodę na jego rozegranie)

| Gr. | Zespół      | M | W | R | P | Br+ | Br- | +/- | Pkt |
| --- | ----------- | - | - | - | - | --- | --- | --- | --- |
| A   | Chiny       | 6 | 4 | 1 | 1 | 16  | 3   | +13 | 13  |
| E   | Oman        | 6 | 4 | 0 | 2 | 9   | 5   | +4  | 12  |
| C   | Irak        | 6 | 3 | 2 | 1 | 6   | 3   | +3  | 11  |
| G   | Wietnam     | 6 | 3 | 2 | 1 | 6   | 4   | +2  | 11  |
| H   | Liban       | 6 | 3 | 1 | 2 | 11  | 8   | +3  | 10  |
| F   | Tadżykistan | 6 | 3 | 1 | 2 | 7   | 8   | -1  | 10  |
| D   | Uzbekistan  | 6 | 3 | 0 | 3 | 12  | 9   | +3  | 9   |
| B   | Kuwejt      | 6 | 2 | 2 | 2 | 8   | 6   | +2  | 8   |

## Trzecia runda
W tej rundzie weźmie udział 12 zespołów (7 zwycięzców grup oraz 5 najlepszych zespołów z drugich miejsc) z poprzedniej rundy. Zostaną one podzielone na dwie grupy. Każda z grup liczy sześć zespołów.
Dwie najlepsze drużyny z grup wywalczą bezpośredni awans do finałów MŚ 2022, natomiast zespoły z trzecich miejsc awansują do rundy czwartej.
Losowanie grup odbyło się 1 lipca 2021 roku.
| Koszyk 1                     | Koszyk 2                                   | Koszyk 3                              | Koszyk 4                                           | Koszyk 5                   | Koszyk 6                      |
| ---------------------------- | ------------------------------------------ | ------------------------------------- | -------------------------------------------------- | -------------------------- | ----------------------------- |
| 1. Japonia (28) 2. Iran (31) | 1. Korea Południowa (39) 2. Australia (41) | 1. Arabia Saudyjska (65) 2. Irak (68) | 1. Zjednoczone Emiraty Arabskie (73) 2. Chiny (77) | 1. Syria (79) 2. Oman (80) | 1. Wietnam (92) 2. Liban (93) |

### Grupa 1
| Lp. | Drużyna                      | M  | Mecze | Mecze | Mecze | Bramki | Bramki | Bramki | Pkt |
| Lp. | Drużyna                      | M  | W     | R     | P     | +      | −      | +/−    | Pkt |
| --- | ---------------------------- | -- | ----- | ----- | ----- | ------ | ------ | ------ | --- |
| 1.  | Iran                         | 10 | 8     | 1     | 1     | 15     | 4      | +11    | 25  |
| 2.  | Korea Południowa             | 10 | 7     | 2     | 1     | 13     | 3      | +10    | 23  |
| 3.  | Zjednoczone Emiraty Arabskie | 10 | 3     | 3     | 4     | 7      | 7      | 0      | 12  |
| 4.  | Irak                         | 10 | 1     | 6     | 3     | 6      | 12     | −6     | 9   |
| 5.  | Syria                        | 10 | 1     | 3     | 6     | 9      | 16     | −7     | 6   |
| 6.  | Liban                        | 10 | 1     | 3     | 6     | 5      | 13     | −8     | 6   |

### Grupa 2
| Lp. | Drużyna          | M  | Mecze | Mecze | Mecze | Bramki | Bramki | Bramki | Pkt |
| Lp. | Drużyna          | M  | W     | R     | P     | +      | −      | +/−    | Pkt |
| --- | ---------------- | -- | ----- | ----- | ----- | ------ | ------ | ------ | --- |
| 1.  | Arabia Saudyjska | 10 | 7     | 2     | 1     | 12     | 6      | +6     | 23  |
| 2.  | Japonia          | 10 | 7     | 1     | 2     | 12     | 4      | +8     | 22  |
| 3.  | Australia        | 10 | 4     | 3     | 3     | 15     | 9      | +6     | 15  |
| 4.  | Oman             | 10 | 4     | 2     | 4     | 11     | 10     | +1     | 14  |
| 5.  | Chiny            | 10 | 1     | 3     | 6     | 9      | 19     | −10    | 6   |
| 6.  | Wietnam          | 10 | 1     | 1     | 8     | 8      | 19     | −11    | 4   |

## Czwarta runda
| 7 czerwca 2022 20:00 CEST | Zjednoczone Emiraty Arabskie · Caio 57' | 1:2(0:0) | Australia · 53' Irvine · 84' Hrustić | Ahmed bin Ali Stadium, Ar-Rajjan (Katar) Sędzia: Ilgiz Tantashev |
|                           |                                         |          |                                      |                                                                  |

## Strzelcy

### 14 goli
- Ali Mabkhout

### 11 goli
- Wu Lei

### 10 goli
- Sardar Azmun
- Takumi Minamino
- Yūya Ōsako
- Omar Al Somah

### 9 goli
- Nguyễn Tiến Linh

### 7 goli
- Saleh Al-Shehri
- Jamie Maclaren
- Karim Ansarifard
- Mahdi Taremi
- Son Heung-min
- Eldor Shomurodov

### 6 goli
- Salim ad-Dausari
- Harry Souttar
- Junya Itō
- Baha’ Faisal
- Almoez Ali
- Jusuf as-Sulajman
- Kim Shin-wook
- Mahmoud Al Mawas

### 5 goli
- Mitchell Duke
- Yang Xu
- Mohanad Ali
- Alireza Dżahanbachsz
- Mirłan Murzajew
- Safawi Rasid
- Rabia Al-Alawi
- Abdullah Fawaz
- Fábio Virginio de Lima

### 4 gole
- Salman Al-Faraj
- Jackson Irvine
- Mathew Leckie
- Kamil Al-Aswad
- Elkeson
- Wu Xi
- Kwon Chang-hoon
- Soony Saad
- Akram Afif
- Fikri Shahrel Muhammad
- Mohamadou Sumareh
- Oday Dabbagh
- Caio Canedo Corrêa

### 3 gole
- Firas al-Buraikan
- Martin Boyle
- Ajdin Hrustić
- Adam Taggart
- Ismail Abdullatif
- Alan
- Zhang Yuning
- Ángel Guirado
- Jason Cunliffe
- Ayman Hussein
- Ali Gholizadeh
- Ahmad Nurollahi
- Sunil Chhetri
- Kyōgo Furuhashi
- Daichi Kamada
- Ado Onaiwu
- Güldżigit Ałykułow
- Edgar Bernhardt
- Alimardon Szukurow
- Hwang Hee-chan
- Bader Al-Mutawa
- Hilal El-Helwe
- Mohamad Kduh
- Nordżmoogijn Cedenbal
- Anjan Bista
- Khalid Al-Hajri
- Yaser Hamed
- Ikhsan Fandi
- Mardik Mardikian
- Manuczehr Dżalilow
- Altymyrat Annadurdyýew
- Jaloliddin Masharipov
- Nguyễn Quang Hải

### 2 gole
- Fahad Al-Muwallad
- Sami Al-Najei
- Yasser Al-Shahrani
- Abdulfattah Asiri
- Awer Mabil
- Aaron Mooy
- Hashim Sayed Isa
- Ali Madan
- Razimie Ramlli
- John-Patrick Strauß
- Beto Gonçalves
- Ali Adnan
- Mohammad Mohebi
- Kaweh Rezaei
- Takuma Asano
- Shō Inagaki
- Kaoru Mitoma
- Hidemasa Morita
- Omar Al-Dahi
- Mohsen Qarawi
- Ahmad Ersan
- Hassan Al-Haydos
- Abdulaziz Hatem
- Hwang Ui-jo
- Kim Young-gwon
- Joan Oumari
- Ali Ashfaq
- Syafiq Ahmad
- Akhyar Rashid
- Hlaing Bo Bo
- Suan Lam Mang
- Arszad Al-Alawi
- Muhsen Al-Ghassani
- Mohsin Al-Khaldi
- Abdul Aziz Al-Muqbali
- Issam Al Sabhi
- Salah Al-Yahyaei
- Tamer Seyam
- Ahmed Waseem Razeek
- Alaa Al Dali
- Aias Aosman
- Omar Kharbin
- Aliszer Dżaliłow
- Szahron Samijew
- Supachok Sarachat
- Arslanmyrat Amanow
- Wahyt Orazsähedow
- Odil Ahmedov
- Hồ Tấn Tài
- Quế Ngọc Hải

### 1 gol
- Zelfy Nazary
- Farszad Nur
- Amredin Sharifi
- Hossein Zamani
- Abdullah Al-Hamdan
- Ali Al-Hassan
- Craig Goodwin
- Rhyan Grant
- Fran Karačić
- Riley McGree
- Tom Rogic
- Trent Sainsbury
- Mohammed Al-Hardan
- Mohamed Al-Romaihi
- Jasim Al-Shaikh
- Sayed Dhiya Saeed
- Biplu Ahmed
- Topu Barman
- Robiul Hasan
- Saad Uddin
- Tshering Dorji
- Jin Jingdao
- Liu Binbin
- Luo Guofu
- Tan Long
- Wu Xinghan
- Xu Xin
- Zhang Xizhe
- Zhu Chenjie
- Chen Yi-wei
- Gao Wei-jie
- Wen Chih-hao
- Wu Chun-ching
- Mark Hartmann
- Mike Ott
- Javier Patiño
- Iain Ramsay
- Patrick Reichelt
- Stephan Schröck
- Isiah Lagutang
- Marcus Lopez
- Shane Malcolm
- John Matkin
- James Ha
- Matt Orr
- Roberto
- Tan Chun Lok
- Seiminlen Doungel
- Adil Khan
- Irfan Bachdim
- Evan Dimas
- Kadek Agung Widnyana
- Alaa Abbas
- Amir Al-Ammari
- Hussein Ali Al-Saedi
- Amjad Attwan
- Ibrahim Bayesh
- Safaa Hadi
- Ahmad Ibrahim Khalaf
- Bashar Resan
- Wahid Amiri
- Szodża Chalilzade
- Mahdi Gajedi
- Ehsan Hadżsafi
- Hosejn Kananizadegan
- Mehrdad Mohammadi
- Milad Mohammadi
- Morteza Puraligandżi
- Wataru Endō
- Genki Haraguchi
- Kento Hashimoto
- Kō Itakura
- Hayao Kawabe
- Kensuke Nagai
- Yūto Nagatomo
- Shōya Nakajima
- Ao Tanaka
- Shō Sasaki
- Maya Yoshida
- Nasser Al-Gahwashi
- Abdulwasea Al-Matari
- Salem Al-Ajalin
- Hamza Al-Dararadreh
- Yazan Abu Arab
- Ahmed Samir
- Feras Shelbaieh
- Keo Sokpheng
- Kouch Sokumpheak
- Reung Bunheing
- Sath Rosib
- Sieng Chanthea
- Soeuy Visal
- Yusuf Abdurisag
- Karim Boudiaf
- Abdelkarim Hassan
- Boualem Khoukhi
- Abay Bokolejew
- Walerij Kiczin
- Tamirłan Kozubajew
- Farhat Musabekow
- Tursunali Rustamow
- Cho Gue-sung
- Hwang In-beom
- Jeong Woo-yeong
- Jung Sang-bin
- Jung Woo-young
- Kim Jin-su
- Lee Dong-gyeong
- Lee Jae-sung
- Na Sang-ho
- Nam Tae-hee
- Song Min-kyu
- Redha Abujabarah
- Faisal Ajab Al-Azemi
- Mubarak Al-Faneni
- Shabib Al-Khaldi
- Hussain Al-Musawi
- Fahd al-Ansari
- Fahed al-Hajri
- Abdullah Mawei
- Faisal Zayid
- Rabih Ataya
- Nader Matar
- Hasan Matuk
- Maher Sabra
- Filipe Duarte
- Ali Fasir
- Naiz Hassan
- Ibrahim Mahudhee
- Travis Nicklaw
- Ali Samooh
- Lawrence Corbin-Ong
- Brendan Gan
- Guilherme
- Faiz Nasir
- Idlan Norshahrul Talaha
- Aung Thu
- Maung Maung Lwin
- Dölgöön Amaraa
- Narabold Nyam-Osor
- Oyunbaataryn Mijiddorj
- Nawayug Shrestha
- Mohammed Al-Ghafri
- Amjad Al-Harthi
- Amran Al-Hidi
- Hassan Bashir
- Islam Batran
- Faris Ramli
- Hafiz Nor
- Safuwan Baharudin
- Shakir Hamzah
- Mahmoud Al Baher
- Firas Al Khatib
- Mohammad Al Marmour
- Ward Al Salama
- Khaled Mobayed
- Osama Omari
- Szeriddin Bobojew
- Dawrondżon Ergaszew
- Dżahongir Ergaszew
- Ehson Pandższanbe
- Komron Tursunow
- Farhod Wasijew
- Theerathon Bunmathan
- Teerasil Dangda
- Adisak Kraisorn
- Suphanat Mueanta
- Ekanit Panya
- Narubadin Weerawatnodom
- Chanathip Songkrasin
- João Pedro
- Walter Gama
- Güýçmyrat Annagulyýew
- Zafar Babajanow
- Abdy Bäşimow
- Mihail Titow
- Jamshid Iskanderov
- Sanjar Kodirkulov
- Igor Sergeyev
- Otabek Shukurov
- Islom Tukhtakhodjaev
- Đỗ Duy Mạnh
- Nguyễn Công Phượng
- Nguyễn Thanh Bình
- Phan Văn Đức
- Trần Minh Vương
- Vũ Văn Thanh
- Tareq Ahmed
- Yahya Al Ghassani
- Harib Al-Maazmi
- Khalil Ibrahim
- Mohammed Jumaa
- Mahmoud Khamis
- Ali Salmeen
- Sebastián Tagliabúe

### Gole samobójcze
- Ovays Azizi (dla Indii)
- Aziz Behich (dla Japonii)
- Zhang Linpeng (dla Syrii)
- Chen Wei-chuan (dla Kuwejtu)
- Travis Nicklaw (dla Malediwów)
- Marcus Lopez (dla Filipin)
- Fung Hing Wa (dla Iraku)
- Sor Rotana (dla Iranu)
- Soeuy Visal (dla Iranu)
- Khash-Erdene Tuya (dla Japonii)
- Irfan Fandi (dla Uzbekistanu)
- Mohammed Al-Attas (dla Iraku)